# 紀南病院組合立紀南病院
紀南病院（きなんびょういん）は、三重県南牟婁郡御浜町にある紀南病院組合（熊野市、御浜町、紀宝町の1市2町で構成する一部事務組合）が設置する病院。

## 沿革
- 1948年（昭和23年）9月10日 - 南牟婁郡町村会（21ヶ町村）立南牟婁民生病院として開院。内科・外科・小児科を置き、許可病床は25床。初代院長は山元利文。
- 1949年（昭和24年）4月 - 南牟婁国民健康保険連合会設立
- 1952年（昭和27年）4月 - 南牟婁民生病院組合（一部事務組合）設立
- 1955年（昭和30年）4月 - 附属准看護婦養成所開設（1958年〔昭和33年〕3月休止）
- 1966年（昭和41年）5月 - 救急告示医療機関の指定を受ける
- 1977年（昭和52年）4月 - へき地中核病院の指定を受ける
- 1980年（昭和55年）4月 - 南牟婁民生病院を紀南病院に名称変更
- 1981年（昭和56年）10月 - 人工透析診療　開始
- 1992年（平成4年）10月 - 運動療法施設承認
- 1998年（平成10年）7月 - 老人保健施設「きなん苑」竣工（入所100人、デイ･ケア15人）
- 1999年（平成11年）4月 - 第2種感染症指定医療機関4床指定
- 2002年（平成14年）
  - 1月 - 外来棟増築竣工、4Fに療養棟設置（40床）
  - 4月 - 一般病床234床、療養型病床40床、結核病床10床、感染症病床4床（計288床）に変更、泌尿器科専門医教育施設
- 2004年（平成16年）10月 - 管理型臨床研修病院　指定
- 2009年（平成21年）4月 - 三重県地域医療研修センター開設、センター長に奥野正孝就任。
- 2014年（平成26年）4月 - 健診センター開設  本館改築工事着工
- 2015年（平成27年）
  - 4月 - 療養病棟を回復期リハビリテーション病棟（４０床）に転換  SPDシステム導入
  - 11月 - 一般病床52床を地域包括ケア病床に転換
- 2016年（平成28年）
  - 4月 - 新本館竣工
  - 7月 - 一般140床、地域包括ケア病棟60床、療養（回復期リハビリテーション病棟）40床、感染4床（計244床）に変更
- 2017年（平成29年）8月 - 災害拠点病院の指定を受ける
- 2018年（平成30年）6月 - 紀南地域在宅医療介護連携支援センター「あいくる」開設
- 2019年（平成31年）1月 - 地域医療支援病院の認定を受ける

## 診療科
- 内科
- 消化器内科
- 脳神経内科
- 小児科
- 外科
- 消化器外科
- 整形外科
- 脳神経外科
- 皮膚科
- 泌尿器科
- 産婦人科
- 眼科
- 耳鼻咽喉科
- リハビリテーション科
- 放射線科
- 歯科口腔外科
- 診療所

## 交通アクセス
- JR東海紀勢本線阿田和駅より徒歩10分、駅前より巡回バス有
- 三重交通路線バス　熊野新宮線「紀南病院前」より徒歩10分、中央公民館前より巡回バス有
- 紀宝町町民バス　紀南病院線「紀南病院」すぐ
- 熊野市・御浜町広域バス　瀞流荘紀南病院線「紀南病院」すぐ

## 関連施設
- 介護老人保健施設きなん苑